# Grainville-Ymauville
Grainville-Ymauville é uma comuna francesa na região administrativa da Normandia, no departamento de Sena Marítimo. Estende-se por uma área de 6,3 km². Em 2010 a comuna tinha 448 habitantes (densidade: 71,1 hab./km²).